# Iglesia de San Lorenzo Mártir (Masalfasar)
La iglesia de de San Lorenzo Mártir es un templo católico situado en la plaza de la Iglesia de Masalfasar (Huerta Norte, Comunidad Valenciana) y dedicada al patrón del pueblo San Lorenzo. El templo originario fue construido en 1461. Se iniciaron obras de rehabilitación en el año 1997 y en el mes de mayo del 2007 fue reinaugurada por el arzobispo de Valencia.
El templo tiene la condición de Bien de Relevancia Local según la Disposición Adicional Quinta de la Ley 5/2007, de 9 de febrero, de la Generalidad Valenciana, de modificación de la Ley 4/1998, de 11 de junio, del Patrimonio Cultural Valenciano (DOCV Núm. 5.449 / 13.02.2007).

## Estructura
Tiene una única puerta de acceso, enmarcada por pilastras de estilo neoclásico, estilo que sigue la fachada y el resto de la iglesia. En el interior tiene una única nave de cuatro tramos con capillas, la cubierta es de bóveda de cañón reforzada, descansa en pilastras de estilo jónico y corintio, con una cornisa que recorre toda la iglesia.

## El campanario
Existe a la derecha del edificio un campanario de planta cuadrada que se inicia con una robusta pared. El reloj es de piedra lisa, el cuerpo de las campanas está decorado exteriormente por columnas corintias y rematado por una cúpula.
Actualmente tiene 4 campanas, las que están catalogadas como de mayor interés son las llamadas Paula y Sant Llorenç con 30 cm y 16 kg, y 63 cm y 145 kg de diámetro y de peso respectivamente. Como curiosidad se destaca que la que tiene el nombre del patrón del pueblo, del año 1950, tiene la epigrafía en valenciano: Sant Llorenç pregueu per nosaltres, las otras dos son Maria Lorenza del Roser, de 1963 y 96 kg de peso, desgraciadamente refundida de una campana barroca de 1740 y Cristo de la Protección de 1992 y 207 kg, ambas sin ningún interés ni valor.

## Historia
El año 1396 Masalfasar era un pueblo de poco más de veinte casas que no tenía parroquia. Por el año 1442 el labriego Pere Major se retiró a vivir a Masalfasar y mandó edificar una capilla dedicada a San Lorenzo. A pesar de estar la capilla en Masalfasar no tenía derecho de sepultura ni cementerio, y había que trasladar los fallecidos a la iglesia de Masamagrell. En 1642 para evitar las cotizaciones a la parroquia de Masamagrell, los vecinos de Masalfasar contrataron los servicios de un fraile del monasterio de San Onofre de Museros, que hacía de vicario y cantaba misa en el pueblo, y entre los años 1682 y 1698 se realizaron las obras de reforma y ampliación de la antigua capilla.
El año 1714 Agustí Sobregondi, señor de Masalfasar, costeó una campana para la iglesia, dedicada a Sant Llorenç Mártir con el nombre de Maria Manuela Llorença Baptista Agustina Àngela Margarita, y en 1733 la iglesia dispuso de una nueva campana donada por la familia del escultor Julio Capuz bautizada con el nombre de Maria Sant Lluís. 
En el siglo XVIII se decoró la iglesia con esgrafiados de inspiración renacentista, con angelotes y grutescos, en tonos ocre, se dotó de pila bautismal y derecho de ser sepultado en el subsuelo o en el cementerio, y ya disponía de libros sacramentales. A mediados de siglo XIX la bóveda del templo cedió amenazando ruina, y fue cerrada al culto. Hasta el año 1906 se alargaron las obras del proyecto de reconstrucción del templo, que rehízo principalmente los arcos, elevando la línea del tejado 1,5 metros y reformando el campanario para darle el aspecto actual.
El año 1936, con el inicio de la Guerra Civil Española, la iglesia sufrió las consecuencias de la revolución social, con la quema de imágenes y libros parroquiales, y en el 1940 empezó la reconstrucción del templo.